# WXNY-LD
WXNY-LP é uma emissora de televisão americana com sede em Nova Iorque, NY. Opera no canal 35 UHF.